# Camden (Alabama)
Pour les articles homonymes, voir Camden.
Camden est une ville de l'État de l'Alabama, aux États-Unis, elle est également le chef-lieu (siège) du comté de Wilcox.

## Démographie
| 1850 | 1880 | 1890 | 1900 | 1910 | 1920 | 1930 | 1940 |
| ---- | ---- | ---- | ---- | ---- | ---- | ---- | ---- |
| 800  | 590  | 545  | 478  | 648  | 700  | 697  | 909  |

| 1950 | 1960  | 1970  | 1980  | 1990  | 2000  | 2010  | - |
| ---- | ----- | ----- | ----- | ----- | ----- | ----- | - |
| 931  | 1 121 | 1 742 | 2 406 | 2 414 | 2 257 | 2 020 | - |

## Source
- (en) Cet article est partiellement ou en totalité issu de l’article de Wikipédia en anglais intitulé « Camden, Alabama » (voir la liste des auteurs).